# Forreston
Forreston és una població dels Estats Units a l'estat d'Illinois. Segons el cens del 2000 tenia 1.469 habitants.

## Demografia
Segons el cens del 2000, Forreston tenia 1.469 habitants, 594 habitatges, i 414 famílies. La densitat de població era de 683,4 habitants/km².
Dels 594 habitatges en un 35,4% hi vivien nens de menys de 18 anys, en un 58,2% hi vivien parelles casades, en un 8,4% dones solteres, i en un 30,3% no eren unitats familiars. En el 26,4% dels habitatges hi vivien persones soles el 16,2% de les quals corresponia a persones de 65 anys o més que vivien soles. El nombre mitjà de persones vivint en cada habitatge era de 2,47 i el nombre mitjà de persones que vivien en cada família era de 3,01.
Per edats la població es repartia de la següent manera: un 28,3% tenia menys de 18 anys, un 6,5% entre 18 i 24, un 28,5% entre 25 i 44, un 19,4% de 45 a 60 i un 17,3% 65 anys o més.
L'edat mediana era de 37 anys. Per cada 100 dones de 18 o més anys hi havia 86,7 homes.
La renda mediana per habitatge era de 36.554 $ i la renda mediana per família de 44.853 $. Els homes tenien una renda mediana de 35.463 $ mentre que les dones 21.086 $. La renda per capita de la població era de 16.958 $. Aproximadament el 7,4% de les famílies i el 9,6% de la població estaven per davall del llindar de pobresa.

## Fills il·lustres
- Frederick William Schlieder (1873-1953) compositor musical.

## Poblacions properes
El següent diagrama mostra les poblacions més properes.